# Red Pill Blues
Albums de Maroon 5
V
(2014)
Singles
1. Don't Wanna Know
Sortie : 2017
2. Cold
Sortie : 2017
3. What Lovers Do
Sortie : 30 août 2017
4. Wait
Sortie : 2018
5. Girls Like You
Sortie : 2018

Red Pill Blues est le 6e album studio du groupe américain Maroon 5 sorti le 3 novembre 2017.

## Historique
Red Pill Blues fait suite à l'album V sorti en 2014. Maroon 5 fait la promotion de cet album en sortant cinq singles, Don't Wanna Know, Cold, What Lovers Do, Wait et Girls Like You.

## Pistes
| Red Pill Blues | Red Pill Blues                        | Red Pill Blues | Red Pill Blues                                  | Red Pill Blues | Red Pill Blues | Red Pill Blues | Red Pill Blues | Red Pill Blues | Red Pill Blues |
| No             | Titre                                 | Auteur | Producteur(s)                                   | Durée          |                |                |                |                |                |
| -------------- | ------------------------------------- | --- | ----------------------------------------------- | -------------- | -------------- | -------------- | -------------- | -------------- | -------------- |
| 1.             | Best 4 U                              | - Adam Levine - Julian Bunetta - John Ryan (en) - Jacob Kasher Hindlin - Alexander Izquerdio - Andrew Haas - Ian Franzino | - Bunetta - Afterhrs - Noah Passavoy            | 3:59           |                |                |                |                |                |
| 2.             | What Lovers Do (featuring SZA)        | - Levine - Brittany Talia Hazzard - Solána Imani Rowe - Oladayo Olatunji - Jason Evigan - Victor Rådström - Elina Stridh  | - Evigan - Sam Farrar - Passovoy - Ben Billions | 3:19           |                |                |                |                |                |
| 3.             | Wait                                  | - Levine - Ryan - Hindlin - Ammar Malik                                                                                   | - Ryan - Passovoy                               | 3:10           |                |                |                |                |                |
| 4.             | Lips on You                           | - Levine - Charlie Puth - Hindlin - Julia Michaels - Evigan                                                               | - Puth - Evigan                                 | 3:36           |                |                |                |                |                |
| 5.             | Bet My Heart                          | - Levine - Ryan - Hindlin - Phil Shaouy                                                                                   | - Ryan - Phil Paul - Passavoy                   | 3:16           |                |                |                |                |                |
| 6.             | Help Me Out (avec Julia Michaels)     | - Levine - Michaels - Diplo - Henry Agincourt Allen - Justin Tranter                                                      | - Diplo - King Henry - Farrar - Passavoy        | 3:13           |                |                |                |                |                |
| 7.             | Who I Am (featuring LunchMoney Lewis) | - Levine - Eric Frederic - Malik - Gamal Lewis - Teddy Geiger - Ryan - Hindlin                                            | - Ricky Reed                                    | 3:03           |                |                |                |                |                |
| 8.             | Whiskey (featuring ASAP Rocky)        | - Levine - Rakim Mayers - Ryan - Hindlin - Tinashe Sibanda                                                                | - Ryan - Hindlin                                | 3:30           |                |                |                |                |                |
| 9.             | Girls Like You                        | - Levine - Henry Walter - Hazzard - Evigan - Gian Stone                                                                   | - Cirkut - Evigan                               | 3:35           |                |                |                |                |                |
| 10.            | Closure                               | - Levine - Ryan - Hindlin - Malik - Shaouy                                                                                | - Ryan - Paul - Passavoy                        | 11:28          |                |                |                |                |                |
| 42:09          |                                       | |                                                 |                |                |                |                |                |                |

| Red Pill Blues (Deluxe - US Version) | Red Pill Blues (Deluxe - US Version)        | Red Pill Blues (Deluxe - US Version)                  | Red Pill Blues (Deluxe - US Version) | Red Pill Blues (Deluxe - US Version) | Red Pill Blues (Deluxe - US Version) | Red Pill Blues (Deluxe - US Version) | Red Pill Blues (Deluxe - US Version) | Red Pill Blues (Deluxe - US Version) | Red Pill Blues (Deluxe - US Version) |
| No                                   | Titre                                       | Producteur(s)                                         | Durée                                |                                      |                                      |                                      |                                      |                                      |                                      |
| ------------------------------------ | ------------------------------------------- | ----------------------------------------------------- | ------------------------------------ | ------------------------------------ | ------------------------------------ | ------------------------------------ | ------------------------------------ | ------------------------------------ | ------------------------------------ |
| 11.                                  | Denim Jacket                                | - TMS - Görres                                        | 3:52                                 |                                      |                                      |                                      |                                      |                                      |                                      |
| 12.                                  | Visions                                     | - Ryan Ogren - Passavoy - Nick Bailey                 | 3:50                                 |                                      |                                      |                                      |                                      |                                      |                                      |
| 13.                                  | Plastic Rose (digital download bonus track) | - Görres                                              | 3:42                                 |                                      |                                      |                                      |                                      |                                      |                                      |
| 14.                                  | Don't Wanna Know (featuring Kendrick Lamar) | - Benny Blanco - The Arcade - Louie Lastic - Passovoy | 3:34                                 |                                      |                                      |                                      |                                      |                                      |                                      |
| 15.                                  | Cold (en) (featuring Future)                | - Hindlin - Paul - Ryan                               | 3:54                                 |                                      |                                      |                                      |                                      |                                      |                                      |
| 61:01                                |                                             |                                                       |                                      |                                      |                                      |                                      |                                      |                                      |                                      |

| Red Pill Blues (Deluxe - International Version) | Red Pill Blues (Deluxe - International Version) | Red Pill Blues (Deluxe - International Version) | Red Pill Blues (Deluxe - International Version) | Red Pill Blues (Deluxe - International Version) | Red Pill Blues (Deluxe - International Version) | Red Pill Blues (Deluxe - International Version) | Red Pill Blues (Deluxe - International Version) | Red Pill Blues (Deluxe - International Version) | Red Pill Blues (Deluxe - International Version) |
| No                                              | Titre                                           | Producteur(s)                                   | Durée                                           |                                                 |                                                 |                                                 |                                                 |                                                 |                                                 |
| ----------------------------------------------- | ----------------------------------------------- | ----------------------------------------------- | ----------------------------------------------- | ----------------------------------------------- | ----------------------------------------------- | ----------------------------------------------- | ----------------------------------------------- | ----------------------------------------------- | ----------------------------------------------- |
| 16.                                             | Moves like Jagger (live in Manchester)          |                                                 | 4:59                                            |                                                 |                                                 |                                                 |                                                 |                                                 |                                                 |
| 17.                                             | Stereo Hearts (live in Manchester)              |                                                 | 3:42                                            |                                                 |                                                 |                                                 |                                                 |                                                 |                                                 |
| 18.                                             | Animals (live in Manchester)                    |                                                 | 4:30                                            |                                                 |                                                 |                                                 |                                                 |                                                 |                                                 |
| 19.                                             | Daylight (live in Manchester)                   |                                                 | 6:56                                            |                                                 |                                                 |                                                 |                                                 |                                                 |                                                 |
| 20.                                             | Maps (live in Manchester)                       |                                                 | 4:22                                            |                                                 |                                                 |                                                 |                                                 |                                                 |                                                 |
| 21.                                             | This Love (live in Manchester)                  |                                                 | 5:01                                            |                                                 |                                                 |                                                 |                                                 |                                                 |                                                 |
| 90:31                                           |                                                 |                                                 |                                                 |                                                 |                                                 |                                                 |                                                 |                                                 |                                                 |

## Classements
| Classement (2017)                  | Meilleure position |
| ---------------------------------- | ------------------ |
| Allemagne (Media Control AG)       | 21                 |
| Australie (ARIA)                   | 7                  |
| Autriche (Ö3 Austria Top 40)       | 31                 |
| Belgique (Flandre Ultratop)        | 47                 |
| Belgique (Wallonie Ultratop)       | 31                 |
| Canada (Canadian Albums)           | 2                  |
| Danemark (Tracklisten)             | 5                  |
| Espagne (Promusicae)               | 14                 |
| États-Unis (Billboard 200)         | 2                  |
| Finlande (Suomen virallinen lista) | 24                 |
| France (SNEP)                      | 24                 |
| Japon (Oricon)                     | 10                 |
| Italie (FIMI)                      | 15                 |
| Nouvelle-Zélande (RIANZ)           | 6                  |
| Norvège (VG-lista)                 | 6                  |
| Pays-Bas (Mega Album Top 100)      | 21                 |
| Portugal (AFP)                     | 21                 |
| Suède (Sverigetopplistan)          | 12                 |
| Suisse (Schweizer Hitparade)       | 21                 |